# Айшенур Бахчекапили
Айшенур Бахчекапили (нар. 26 листопада 1954, Мачка, Трабзон, Туреччина) — турецька політична діячка.

## Життєпис
Народилася 26 листопада 1954 року в Мачці. Закінчила юридичний факультет Стамбульського університету. Працювала адвокатом. Входила до складу правління турецької адвокатської палати і Стамбульської адвокатської палати, також була генеральним секретарем останньої.
Була членкинею соціал-демократичної народної партії. Пізніше перейшла до партії справедливості і розвитку. 2007 року була обрана членкинею Великих національних зборів. Тричі переобиралася.
Від 2 липня 2013 року до 23 липня 2015 року була заступницею спікера Великих національних зборів. 24 листопада 2015 року була повторно призначена на цю посаду.